# سیارک ۴۴۸۵
سیارک ۴۴۸۵ (به انگلیسی: 4485 Radonezhskij، نامگذاری:1987QQ11) چهار هزار و چهارصد و هشتاد و پنجمین سیارک کشف شده‌است که در ۲۷ اوت ۱۹۸۷ کشف شد.
قدر مطلق سیارک برابر ۱۱٫۷۰ است.